# Ascocratera
Ascocratera är ett släkte av svampar. Ascocratera ingår i familjen Lophiostomataceae, ordningen Pleosporales, klassen Dothideomycetes, divisionen sporsäcksvampar och riket svampar.
|             | Lophiostoma                              |
|             |                                          |
|             | Entodesmium                              |
|             |                                          |
|             | Lophiotrema                              |
|             |                                          |
|             | Platystomum                              |
|             |                                          |
|             | Quintaria                                |
|             |                                          |
|             | Trichometasphaeria                       |
|             |                                          |
|             | Byssolophis                              |
|             |                                          |
|             | Lophionema                               |
|             |                                          |
|             | Acrocalymma                              |
|             |                                          |
|             | Cilioplea                                |
|             |                                          |
| Ascocratera | \| \| Ascocratera manglicola \| \| \| \| |
|             | \| \| Ascocratera manglicola \| \| \| \| |
|             | Lophiosphaera                            |
|             |                                          |
|             | Muroia                                   |
|             |                                          |
|             | Vaginatispora                            |
|             |                                          |
|             | Misturatosphaeria                        |
|             |                                          |
|             | Ascocratera manglicola                   |
|             |                                          |

|  | Ascocratera manglicola |
|  |                        |